# Epitaph Records
Epitaph Records es una discográfica independiente con sede en Hollywood, California nacida en los años 1980 con el propósito de distribuir los primeros discos de Bad Religion. El presidente y fundador de la discográfica es Brett Gurewitz, guitarrista de Bad Religion.

## Historia
El nombre de Epitaph (en castellano, epitafio) lo adoptó Gurewitz, su fundador, de una canción de King Crimson, llamada Epitaph.
En 1987 la discográfica lanza su primer álbum. El honor le correspondió a L7, que lanzó a través de Epitaph su disco autotitulado L7. Sin embargo, fue distribuido por Chameleon, una discográfica para la que Gurewitz solía trabajar. Sería en 1988 cuando Epitaph lanzaría y distribuiría su primer disco, Suffer, de Bad Religion.
La década de los años 1990 sería la más importante de la, hasta entonces, corta vida de Epitaph. El boom punk rock y punk pop californiano de los comienzos de esta década tendría una espectacular importancia y elevaría a la fama mundial al sello de Gurewitz. Se etiquetó entonces como "sonido Epitaph" a una serie de bandas y discos, caracterizados bien por su estilo de hardcore melódico tras las líneas inauguradas por Bad Religion en Suffer, bien por el estilo cuidado de la producción sonora, que inauguraba una nueva etapa en el concepto de edición de punk-rock, incluso criticada por ser demasiado limpia y supuestamente comercial para lo que el género acostumbraba entonces. 
1994 sin duda es el año de Epitaph, con importantes álbumes como Punk in Drublic de NOFX, Unknown Road de Pennywise, Let's go de Rancid, y, sobre todo Smash de The Offspring, disco más vendido por una discográfica independiente, con once millones de copias, y representó el resurgimiento del punk en las listas de éxitos de todo el mundo. El paso de la banda de Orange County por Epitaph fue efímero, dos álbumes, Smash e Ignition, pero la rentabilidad fue aplastante. En ese año también editaron Pledge of Defiance de Total Chaos, que desmarcaba al sello de la etiqueta de sello melódico "para skaters" (ver Skate punk), con un anarcopunk crudo y primario con retazos crust, con letras explícitamente subversivas contra el sistema capitalista y el sentimiento de nación estadounidense.
Pero en ese mismo año, Gurewitz dejó Bad Religion, con quien grabó con Epitaph todos sus discos hasta 1993. Finalmente en 1994 deja la banda, dedicándose por completo a Epitaph y tocando en otras bandas como Daredevils. Bad Religion comienza con Stranger than Fiction en 1994 bajo el sello de Atlantic, una etapa de contratos fuera de Epitaph antes de volver varios años después. Mr. Brett ya se habría unido de nuevo a ellos activamente antes de su vuelta.
En 1995, Epitaph firmaría dos nuevos éxito de ventas, ...And Out Come the Wolves de Rancid y About Time de Pennywise. El tercer álbum de estudio para Pennywise -sería el último también que la banda californiana grabase con el bajista original, Jason Thirsk, que se había suicidado. Entonces ya se inauguraba Fat Wreck Chords, discográfica de Fat Mike, bajista y vocalista de NOFX, convirtiéndose en la nueva gigante discográfica del punk. offspring dejaron Epitaph en 1996-. Epitaph seguía firmando discos y dando a conocer bandas como Millencolin, Down by Law, SNFU, Bouncing Souls, 1208, o los veteranos Descendents. En 1997, Gurewitz y Tim Armstrong, de Rancid, fundan Hellcat Records, filial de Epitaph y que se especializa en Hardcore, Oi!, Psychobilly, Ska y Street punk. En 1999, además, se haría cargo del sello ANTI-, convirtiéndola en otra nueva filial y más tarde haría lo propio con la sueca Burning Heart Records.

## Siglo nuevo: regresos y polémica
En 2001 Gurewitz vuelve a Bad Religion, que regresan a Epitaph de su periplo de siete años en Atlantic. Y es que Epitaph nació con el objetivo principal de lanzar y distribuir los discos de Bad Religion y otros grupos dentro del movimiento punk rock. Pero en 2003, los fanes de Epitaph criticaron que el sello fichara a dos raperos, Atmosphere (Seven's Travels, de 2003) y Sage Francis (A Healthy Distrust, de 2005), y al grupo de metal The Locust. Esto creó una fuerte polémica y un debate sobre la verdadera identidad de la discográfica independiente, que se había labrado un nombre a nivel mundial basándose en trabajar con grupos punk, punk rock, hardcore y derivados. Merle Haggard, un músico de country, lanzó dos discos con Epitaph, If I Could Only Fly (2000) y Roots Vol. 1 (2001).
Actualmente, el catálogo de Epitaph es bastante más amplio. Ha perdido, en cierta medida, sus señas de identidad más arraigadas del punk rock, pero ha abierto su mercado a otros géneros y subgéneros más comerciales y actuales del rock alternativo (aquí es donde radica, para los fanes más aguerridos, el error de Epitaph) como pueden ser The Hives, Motion City Soundtrack, Matchbook Romance, The Robocop Kraus, From First to Last o Youth Group, The (International) Noise Conspiracy.
También editó varios discos de Joe Strummer (The Clash) y The Mescaleros, antes de su muerte, y los discos en solitario de Greg Graffin de Bad Religion, donde explota su vena acústica, folk y country.
Eso no significa que no haya seguido editando discos de punk rock y hardcore, desde el "sonido Epitaph" de Pennywise o Undeclinable, hasta estilos basados en el old school hardcore como Raised Fist, Union13, o los potentes y heterodoxos Refused, y firmando con bandas veteranas de prestigio en la historia del punk como Dag Nasty, o los veteranos Agnostic Front, o uno de sus principales bandas estrella: Converge.
En 2005, Epitaph ingresa en la RIAA, junto con otras grandes discográficas independientes. Las razones del ingreso no están del todo claras. Fuentes apuntan a acuerdos para la distribución P2P en internet. Otros, por otra parte, apuntan a que desde el sello se quería acceder a las grandes titulaciones oficiales, los certificados de discos "disco de oro" o "disco de platino".

## Punk-O-Rama
Lejos de acabar ahí la polémica, las prestigiosas sagas Punk-O-Rama, señas de identidad también del sello como puedan serlo también el Smash o Punk in Drublic, han sufrido el paso del tiempo.
En 1994, en pleno auge punk rock y punk pop californiano de comienzos de los 90, Epitaph lanza su primera entrega de Punk-O-Rama. En este recopilatorio aparecen grupos del calibre de Bad Religion, NOFX, Pennywise, The Offspring, Rancid o Down by Law. Las dos siguientes ediciones cuentan además con grupos como Millencolin, Me First and the Gimme Gimmes, SNFU, Descendents, Agnostic Front, Dwarves, Voodoo Glow Skulls o Pulley.
Pero en el Punk-O-Rama Volumen 4 Epitaph introduce una canción de Tom Waits, Big In Japan. En los volúmenes que van del 8 al 10 aparecen raperos como Sage Francis, Atmosphere, y Eyedea & Abilities. En los volúmenes 9 y 10, Epitaph introdujo bandas emo (de corte bastante comercial, llamado "nuevo emo") o indie lo cual continúo irritando mucho a los fanes originales de Epitaph y de las series Punk-O-Rama.
Éstas críticas y polémicas entre los fanes no pasaron inadvertidas para Epitaph. La discográfica quería seguir apostando por la variedad de géneros y músicas y acabó retirando la histórica saga de recopilatorios, sustituyéndola por Unsound, la sucesora de Punk-O-Rama.

## Bandas

### Bandas actuales
| - Alkaline Trio - The All-American Rejects - Architects (Solo en Estados Unidos y Europa) - Avion Roe - Bad Religion - Bad Suns - Color Film - Converge - Cover Your Tracks (inactivos desde 2016) - Culture Abuse - Defeater - Descendents - Desaparecidos - Every Time I Die - Falling In Reverse - The Frights - The Garden - Green Day (primeros dos álbumes, solo distribución) - Guccihighwaters - The Ghost Inside - I Killed the Prom Queen - Jamie T - Joyce Manor - Justin Pierre - La Dispute - The Lawrence Arms - Lil Lotus - Magnolia Park - Matchbook Romance - Mannequin Pussy | - The Menzingers - Millencolin (Solo en los Estados Unidos) - Now and On Earth (anteriormente Skip the Foreplay) - Obey the Brave - Off With Their Heads - Parkway Drive (Solo en los Estados Unidos y Europa) - Pennywise - Pianos Become the Teeth - Plague Vendor - Propagandhi - Quicksand - Raised Fist - Refused - Remo Drive - Retox - Roll the Tanks - Saosin - Save Face - SayWeCanFly - The Sidekicks - Sleep Theory - Sleepwave - Social Distortion - Teenage Wrist - THICK - Thrice - This Wild Life - Too Close to Touch - Touché Amoré - The World is a Beautiful Place & I am no Longer Afraid to Die |

### Bandas anteriores
| - 1208 - 98 Mute - 59 Times the Pain - Agnostic Front - ALL - Alesana - Atmosphere - Beatsteaks - Beautiful Bodies (disuelta) - Big Talk - The Blood Brothers (relanzando material viejo) - Bombshell Rocks - Bob Log III - The Bouncing Souls (activa con Rise Records) - Bring Me the Horizon (activa con Sony Music) - Burning Heads - Busdriver (activa con el sello gemelo de Epitaph, ANTI-) - The Blackout - The Business - Circle Jerks - Claw Hammer - Coffin Break - The Color of Violence - The Cramps - Dag Nasty - Danger Doom - Dangerous! - Daredevils - A Day to Remember (solo distribución, activa con Fueled by Ramen) - Dead Fucking Last - Death by Stereo - The Deviates - The Distillers - Division of Laura Lee - Down by Law - The Draft (disuelta) - Dwarves - Error - Escape the Fate - Eyedea & Abilities | - Farewell - Frank Turner (activo con Interscope y Xtra Mile) - Frenzal Rhomb - From First to Last - Gallows (relanzando material viejo en los Estados Unidos) - Gas Huffer - The Ghost of a Thousand - Green Day (relanzando material viejo en Europa; activa con Reprise Records) - Guttermouth - H2O (activa con Bridge 9 Records) - Heavens (disuelta) - The Higher - Hell is for Heroes - The Hives - Heideroosjes - Hot Water Music (activa con Rise Records) - The Humpers - I Against I - I Am Ghost - Ikara Colt - The (International) Noise Conspiracy (disuelta) - I Set My Friends On Fire - The Joykiller - Wayne Kramer - L7 - Leathermouth - Letlive - Madball - The Matches - Motion City Soundtrack - New Found Glory (activa con Hopeless Records) - New Bomb Turks - Nick Cave and the Bad Seeds - No Fun at All (activa con Burning Heart) - NOFX (activa con Fat Wreck Chords) - The Offspring (activa con Columbia) - Osker - Our Last Night - Pete Philly & Perquisite - The Pietasters | - Poison Idea - Pulley - Rancid (activa con el sello gemelo de Epitaph, Hellcat) - Randy - Red Aunts - Rich Kids on LSD - Ruth Ruth - Sage Francis (activa con el sello gemelo de Epitaph, ANTI-) - Satanic Surfers - Scatter the Ashes - Settle - Set Your Goals - Sleeping with Sirens (activa con Sumerian) - Story of the Year - Sing it Loud - Some Girls - The Sound of Animals Fighting - The Special Goodness - SNFU - Straight Faced - Survive This! (disuelta) - Ten Foot Pole - Terrorgruppe - Thelonious Monster - Thursday - Total Chaos - Tricky - Turbonegro - Union 13 - U.S. Bombs - UNDECLINABLE (anteriormente Undeclinable Ambuscade) - The Vandals (activa con Kung Fu) - Vanna (disuelta) - Veara (activa con Wisteria) - Voodoo Glow Skulls (activa con Victory) - The Weakerthans (en hiato) - Weezer (activa con Atlantic) - Youth Group (activa con el sello gemelo de Epitaph, ANTI-) - You Me at Six (activa con AWAL) - Zeke |